# فرناندو دي أندريس
فرناندو دي أندريس (بالإسبانية: Fernando de Andrés)‏ هو لاعب كرة يد إسباني، ولد في 23 أبريل 1949.

## وصلات خارجية
- فرناندو دي أندريس على موقع أوليمبيديا (الإنجليزية)